# Le Petit-Bornand-les-Glières
Le Petit-Bornand-les-Glières – dawna gmina we Francji, w regionie Owernia-Rodan-Alpy, w departamencie Górna Sabaudia. W 2016 roku populacja ówczesnej gminy wynosiła 1145 mieszkańców. 
W dniu 1 stycznia 2019 roku z połączenia dwóch ówczesnych gmin – Entremont oraz Le Petit-Bornand-les-Glières – powstała nowa gmina Glières-Val-de-Borne. Siedzibą gminy została miejscowość Le Petit-Bornand-les-Glières. 